# Josh Doig
Josh Doig, né le 18 mai 2002 à Édimbourg en Écosse, est un footballeur écossais qui évolue au poste d'arrière gauche à l'US Sassuolo.

## Biographie

### Hibernian FC
Né à Édimbourg en Écosse, Josh Doig est formé par le Hearts of Midlothian avant de rejoindre le club rival du Hibernian FC. C'est avec ce club qu'il commence sa carrière professionnelle. Il joue son premier match le 1er août 2020, lors d'une rencontre de championnat face au Kilmarnock FC. Il est titulaire lors de cette rencontre remportée par son équipe par deux buts à un. Il s'impose lors de la saison 2020-2021 comme un joueur régulier de l'équipe première, ce qui attire l'intérêt de plusieurs clubs anglais notamment. Il est par ailleurs élu meilleur jeune joueur de l'année de cette saison 2020-2021.

### Hellas Vérone
Le 13 juillet 2022, Josh Doig rejoint l'Italie pour s'engager en faveur de l'Hellas Vérone. Il signe un contrat courant jusqu'en juin 2026,.

### US Sassuolo
Le 20 janvier 2024, lors du mercato hivernal, Josh Doig rejoint l'US Sassuolo. Il signe un contrat courant jusqu'en juin 2028.

### En sélection
En mai 2021, Josh Doig est appelé pour la première fois avec l'équipe d'Écosse espoirs mais il doit finalement déclarer forfait en raison d'une blessure. Il est de nouveau appelé avec les espoirs en août 2021. C'est lors de ce rassemblement qu'il joue son premier match, le 7 septembre 2021 contre la Turquie. Il est titularisé et les deux équipes se neutralisent (1-1 score final).
En septembre 2022, Josh Doig est convoqué pour la première fois avec l'équipe nationale d'Écosse par le sélectionneur Steve Clarke. Il ne fait toutefois aucune apparition lors de ce rassemblement.

## Palmarès
- Hibernian
  - Finaliste de la Coupe de la Ligue écossaise en 2021

- US Sassuolo
  - Champion d'Italie de Serie B en 2025[12]